# Риба
Риба́ (араб. ربا‎ —  рост, прирост, увеличение, ростовщичество‎) — в шариате: незаконный прирост денег или определённых товаров, оговорённый при передаче денег в долг или заключении сделки. Рибой также называется такая сделка, при которой одна сторона приобретает прибыль, не затратив для этого никакого труда. Такие сделки, а также дача денег под проценты запрещены шариатом и являются одним из тяжелых грехов.

## Виды
Риба делится на два основных вида:
1. Риба ан-наси́а (араб. ربا النسيئة‎) — это форма риба, которая возникает, когда при обмене предметов, которые по шариату должны быть обменяны немедленно, происходит отсрочка.
Например, если обмен происходит между разными видами товаров (например, золото на серебро, соль на ячмень или одна валюта на другую), допускается надбавка или изменение количества, однако обмен должен завершиться на месте сделки до того как один из них покинет место сделки, иначе это будет считаться риба ан-наси'а.
2. Риба аль-фадль (араб. ربا الفضل‎) — риба, при которой стороны обмениваются одинаковыми товарами разного или одинакового качества с надбавкой.
Равнозначный обмен товаров одной валюты или таких как золото, серебро, пшеница, финики, соль и ячмень, которые упомянуты в хадисах, при обмене этих  товаров запрещены как надбавка, так и задержка.
Для лучшего понимания приведем пример. Допустим, человек хочет обменять 10 рублей на:
1. 10 рублей, тогда:
- если сделка производится на месте, это разрешается,
- если сделка производится не на месте, это риба ан-наси'а.
2. на 20 рублей, тогда:
- если сделка производится на месте, это риба аль-фадль,
- если сделка производится не на месте, это риба аль-фадль и риба ан-наси'а.

## История
История полного запрета рибы связана с событием, произошедшим при жизни пророка Мухаммада. Между представителями мекканского клана мугиритов и таифским племенем Бану Сакиф возникла вражда по причине невыплаты первыми процентов. Наместник Мекки доложил об этом пророку Мухаммаду и тогда ему были ниспосланы аяты:

О те, которые уверовали! Бойтесь Аллаха и не берите оставшуюся часть лихвы, если только вы являетесь верующими.  Но если вы не сделаете этого, то знайте, что Аллах и Его Посланник объявляют вам войну. А если вы раскаетесь, то вам останется ваш первоначальный капитал. Вы не поступите несправедливо, и с вами не поступят несправедливо.
—  2:278, 279 (Кулиев)
О запрете риба однозначно говорится в 130 аяте суры Аль Имран и 275 аяте суры аль-Бакара.